# Sacquenville
Sacquenville est une commune française située dans le département de l'Eure, en région Normandie. Elle est située à 10 km au nord-ouest d'Évreux.

## Géographie

### Localisation
Située sur le plateau du Neubourg, longée par la voie verte, Sacquenville est un village environné de champs et de bois.
| Bacquepuis   | Bérengeville-la-Campagne | Tourneville      |
| Bernienville | Sacquenville             | Tourneville      |
| Bernienville | Saint-Martin-la-Campagne | Le Mesnil-Fuguet |

### Hydrographie
La commune est située dans le bassin Seine-Normandie. Elle n'est drainée par aucun cours d'eau,. Néanmoins trois plans d'eau sont présents sur le territoire communal : la mare aux Oiseaux (0,17 ha), Longue Mare (0,08 ha) et Quérimare (0,04 ha),.

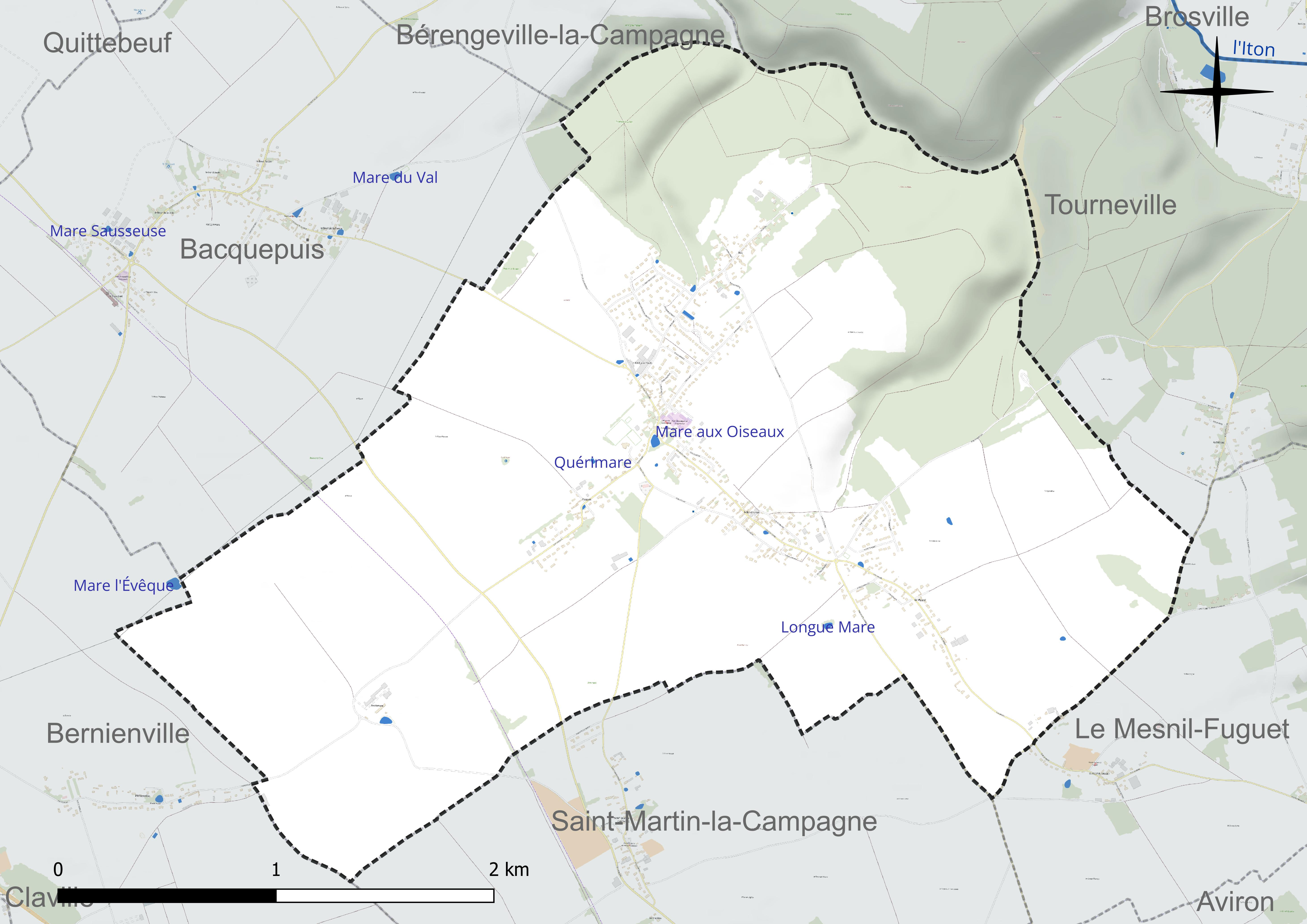
Réseau hydrographique de Sacquenville.

### Climat
Pour des articles plus généraux, voir Climat de la Normandie et Climat de l'Eure.
En 2010, le climat de la commune est de type climat océanique dégradé des plaines du Centre et du Nord, selon une étude du CNRS s'appuyant sur une série de données couvrant la période 1971-2000. En 2020, Météo-France publie une typologie des climats de la France métropolitaine dans laquelle la commune est exposée à un climat océanique et est dans la région climatique  Côtes de la Manche orientale, caractérisée par un faible ensoleillement (1 550 h/an) ; forte humidité de l’air (plus de 20 h/jour avec humidité relative > 80 % en hiver), vents forts fréquents. Parallèlement le GIEC normand, un groupe régional d’experts sur le climat, différencie quant à lui, dans une étude de 2020, trois grands types de climats pour la région Normandie, nuancés à une échelle plus fine par les facteurs géographiques locaux. La commune est, selon ce zonage, exposée à un « climat des plateaux abrités », correspondant aux plaines agricoles de l’Eure, avec une pluviométrie beaucoup plus faible que dans la plaine de Caen en raison du double effet d’abri provoqué par les collines du Bocage normand et par celles qui s’étendent sur un axe du Pays d'Auge au Perche.
Pour la période 1971-2000, la température annuelle moyenne est de 10,4 °C, avec  une amplitude thermique annuelle de 14,2 °C. Le cumul annuel moyen de précipitations est de 679 mm, avec 11,1 jours de précipitations en janvier et 8,2 jours en juillet. Pour la période 1991-2020, la température moyenne annuelle observée sur la station météorologique la plus proche, située sur la commune de Huest à 11 km à vol d'oiseau, est de 11,2 °C et le cumul annuel moyen de précipitations est de 600,6 mm,. Pour l'avenir, les paramètres climatiques de la commune estimés pour 2050 selon différents scénarios d’émission de gaz à effet de serre sont consultables sur un site dédié publié par Météo-France en novembre 2022.

## Urbanisme

### Typologie
Au 1er janvier 2024, Sacquenville est catégorisée bourg rural, selon la nouvelle grille communale de densité à 7 niveaux définie par l'Insee en 2022.
Elle est située hors unité urbaine. Par ailleurs la commune fait partie de l'aire d'attraction d'Évreux, dont elle est une commune de la couronne,. Cette aire, qui regroupe 108 communes, est catégorisée dans les aires de 50 000 à moins de 200 000 habitants,.

### Occupation des sols
L'occupation des sols de la commune, telle qu'elle ressort de la base de données européenne d’occupation biophysique des sols Corine Land Cover (CLC), est marquée par l'importance des territoires agricoles (70 % en 2018), en diminution par rapport à 1990 (74,1 %). La répartition détaillée en 2018 est la suivante : 
terres arables (69,7 %), forêts (20,2 %), zones urbanisées (9,8 %), zones agricoles hétérogènes (0,3 %). L'évolution de l’occupation des sols de la commune et de ses infrastructures peut être observée sur les différentes représentations cartographiques du territoire : la carte de Cassini (XVIIIe siècle), la carte d'état-major (1820-1866) et les cartes ou photos aériennes de l'IGN pour la période actuelle (1950 à aujourd'hui).

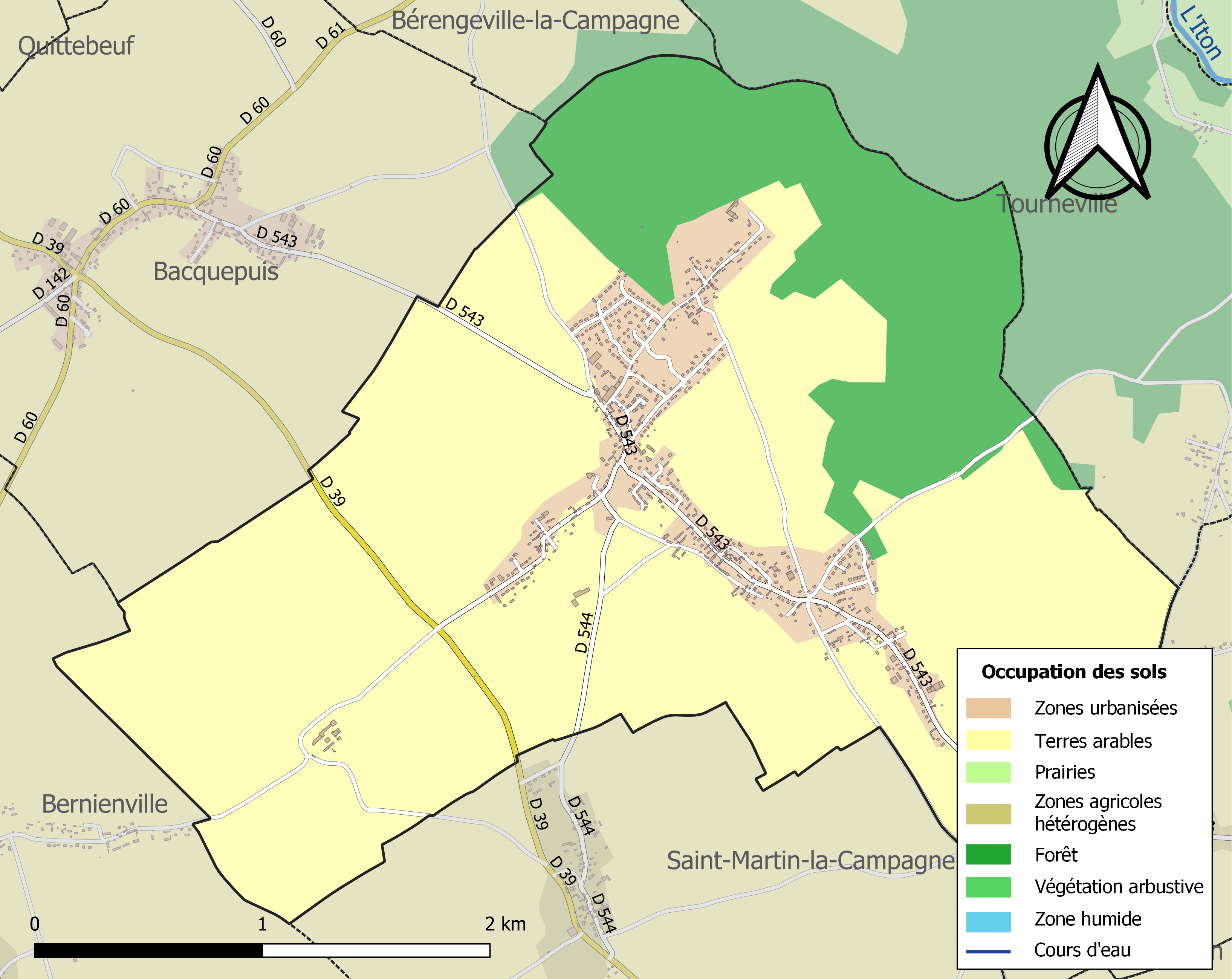
Carte des infrastructures et de l'occupation des sols de la commune en 2018 (CLC).

## Toponymie
Le nom de la localité est attesté sous les formes de Sachenvilla vers 1060; de Sachenville entre 1060, 1066 et 1195 (dipl. de Richard Cœur de Lion); Saqueinvilla vers 1200 (enquête des usages de la forêt de Breteuil); Sakenvilla vers 1210 (charte de Luc, évêque d’Évreux); Sackevilla en 1220 (charte de Saint-Étienne de Renneville); Saqueeinvilla en 1230 (charte de la Noë); Saquenvilla en 1265 (cartulaire de Saint-Taurin); Saquainvilla en 1271 (monstre); Saqueinville en 1279; Saqueivilla en 1294 (cartulaire de Lyre); Sauqueville, Saquanville et Saquainville entre 1327 et 1396 (chron. des quatre premiers Valois), Sacquainville en 1386 (cartulaire du chap. d’Évreux); Saquenville en 1469 (monstre); Sacquanville en 1638 (Vie de saint Adjutor); Saqueville en 1722 (Masseville); Saquanville en 1778 (titres de Saint-Étienne de Renneville); Sacanville en 1781 (Bérey, Carte partic. du diocèse de Rouen), Saqueville en 1782 (Dict. des postes).

## Politique et administration
| Période                                  | Période       | Identité          | Étiquette | Qualité                                    |
| ---------------------------------------- | ------------- | ----------------- | --------- | ------------------------------------------ |
| Les données manquantes sont à compléter. |               |                   |           |                                            |
|                                          |               |                   |           |                                            |
| mars 1977                                | 17 mai 2020   | Jean-Claude James | SE        | Retraité fonction publique                 |
| 18 mai 2020                              | novembre 2021 | Alain di Giovanni |           | Retraité de l'enseignement, démissionnaire |
| 14 janvier 2022                          | En cours      | Richard Finix     |           | Entrepreneur                               |

## Démographie
L'évolution du nombre d'habitants est connue à travers les recensements de la population effectués dans la commune depuis 1793. Pour les communes de moins de 10 000 habitants, une enquête de recensement portant sur toute la population est réalisée tous les cinq ans, les populations de référence des années intermédiaires étant quant à elles estimées par interpolation ou extrapolation. Pour la commune, le premier recensement exhaustif entrant dans le cadre du nouveau dispositif a été réalisé en 2006.

En 2022, la commune comptait 1 207 habitants, en évolution de −0,98 % par rapport à 2016 (Eure : −0,25 %, France hors Mayotte : +2,11 %).
| 1793 | 1800 | 1806 | 1821 | 1831 | 1836 | 1841 | 1846 | 1851 |
| ---- | ---- | ---- | ---- | ---- | ---- | ---- | ---- | ---- |
| 420  | 458  | 459  | 459  | 418  | 407  | 414  | 425  | 425  |

| 1856 | 1861 | 1866 | 1872 | 1876 | 1881 | 1886 | 1891 | 1896 |
| ---- | ---- | ---- | ---- | ---- | ---- | ---- | ---- | ---- |
| 425  | 441  | 425  | 393  | 398  | 370  | 373  | 364  | 361  |

| 1901 | 1906 | 1911 | 1921 | 1926 | 1931 | 1936 | 1946 | 1954 |
| ---- | ---- | ---- | ---- | ---- | ---- | ---- | ---- | ---- |
| 305  | 306  | 290  | 240  | 237  | 245  | 207  | 268  | 281  |

| 1962 | 1968 | 1975 | 1982 | 1990 | 1999 | 2006 | 2011  | 2016  |
| ---- | ---- | ---- | ---- | ---- | ---- | ---- | ----- | ----- |
| 339  | 353  | 414  | 504  | 613  | 768  | 875  | 1 101 | 1 219 |

| 2021  | 2022  | - | - | - | - | - | - | - |
| ----- | ----- | - | - | - | - | - | - | - |
| 1 234 | 1 207 | - | - | - | - | - | - | - |

## Culture locale et patrimoine

### Lieux et monuments
- L'église Notre-Dame,  Classée MH (1944) (arrêté du 10 mars 1944)[27]. Sa façade nord comporte une porte ornée, que surmonte la charité de saint Martin : représenté en tenue de cavalier, il offre à un autre homme la moitié de son manteau.

### Personnalités liées à la commune
- Richard de Sacquenville, compagnon de Guillaume le Conquérant[28].
- Pierre de Sacquenville, proche de Charles II le Mauvais comte d'Évreux[29], décapité à Rouen ayant été défait à la bataille de Cocherel.

### Héraldique
| Blason de Sacquenville | Blason  | D'hermines à l'aigle de gueules au vol abaissé, becquée et membrée d'azur. |
| Blason de Sacquenville | Détails | Le statut officiel du blason reste à déterminer.                           |